# 가봉 주재 외국공관 목록

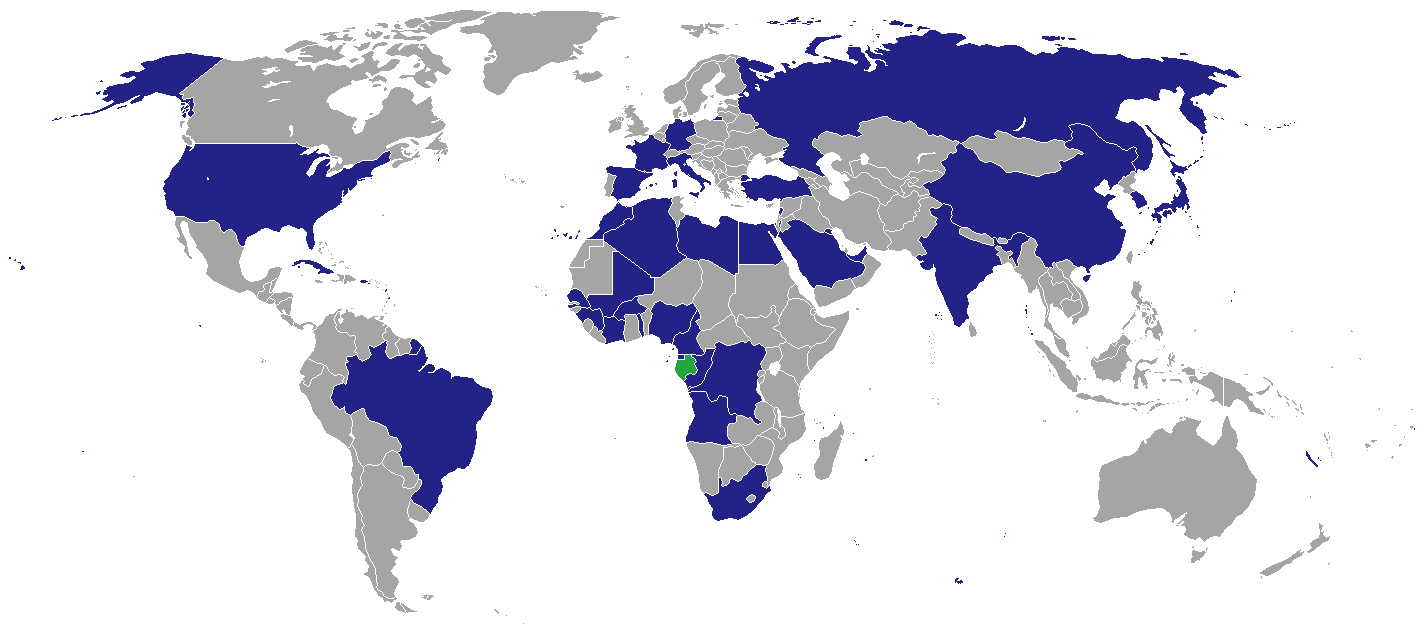
가봉에 설치한 외국공관들

이 문서는 가봉 주재 외국공관 목록이다. 가봉의 수도 리브르빌에는 36개의 대사관/고등판무관 사무소가 있다.

## 리브르빌의 재외공관

### 대사관/고등판무관 사무소
별표(*)로 표시된 항목은 영연방의 회원국이다. 그들의 대사관은 공식적으로 "고등판무관 사무소"로 불린다.
- 알제리
- 앙골라
- 브라질
- 부르키나파소
- 카메룬*
- 차드[1]
- 중화인민공화국
- 콩고 공화국
- 콩고 민주 공화국
- 쿠바
- 이집트
- 적도 기니
- 프랑스
- 독일
- 기니
- 바티칸 시국
- 이탈리아
- 코트디부아르
- 일본
- 쿠웨이트
- 레바논
- 리비아
- 말리
- 모로코
- 나이지리아*
- 러시아
- 상투메 프린시페
- 사우디아라비아
- 세네갈
- 남아프리카 공화국*
- 대한민국
- 몰타 기사단
- 스페인
- 토고*
- 튀르키예
- 미국

### 기타 임무 또는 대표단
- 유럽 연합 (대표부)

## 비거주 대사관
나이지리아 아부자
- 아르헨티나[2]
- 오스트레일리아[3]
- 오스트리아[4]
- 체코[5]
- 말레이시아
- 멕시코[6]
- 필리핀
- 루마니아[7]
- 시리아
- 슬로바키아[8]
- 태국

콩고 민주 공화국 킨샤사
- 그리스[9]
- 이란
- 케냐
- 노르웨이[10]
- 스웨덴[11]
- 스위스[12]
- 탄자니아[13]

앙골라 루안다
- 폴란드[14]
- 세르비아[15]
- 아랍에미리트

카메룬 야운데
- 캐나다[16]
- 인도네시아[17]
- 이스라엘[18]
- 영국[19]

기타 거주
- 벨기에 (브라자빌)[20]
- 칠레 (뉴욕)[21]
- 크로아티아 (라바트)[22]
- 덴마크 (코토누)[23]
- 네덜란드 (코토누)[24]
- 포르투갈 (상투메)[25]
- 우크라이나 (다카르)[26]
- 베트남 (라바트)
- 예멘 (아디스아바바)

## 같이 보기
- 가봉의 재외공관 목록